# Tengkolok

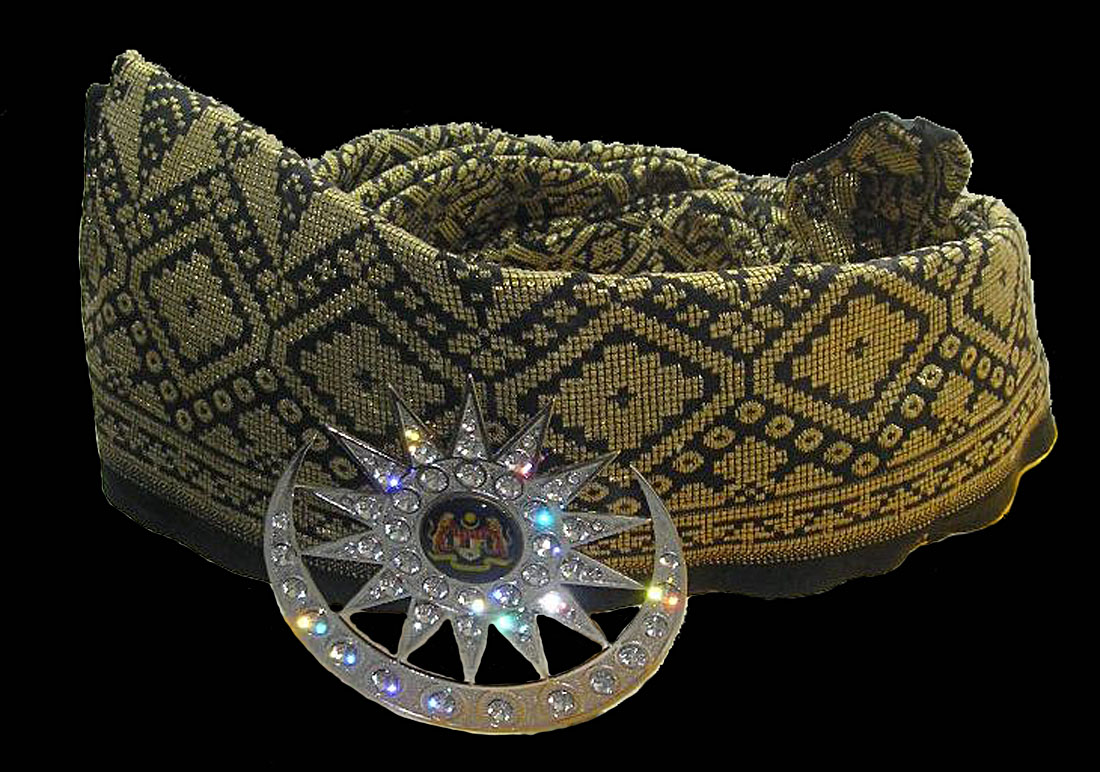
Tengkolok Solek Dendam Tak Sudah porté par Yang di-Pertuan Agong lors de la cérémonie de couronnement.

Le tengkolok, ou destar, setanjak, tanjak, setangan kepala est un couvre-chef masculin malais traditionnel. Il est fabriqué à partir d'un long songket plié et noué dans un style particulier. De nos jours, il est généralement porté lors de cérémonies. Les Malais de l'état de Kelantan en arborent une variante qu'ils nomment semutar.

## Origine du nom
Selon la 4e édition de Kamus Dewan (en), les termes tengkolok, destar et setanjak / tanjak sont synonymes. Tengkolok fait également référence à un couvre-chef porté par les femmes mais est peu utilisé dans ce sens de nos jours.
Cependant, certains estiment que ces vocables caractérisent des type de tissus ou de nouage différents :  le tengkolok est en tissu de bonne qualité, plié en plusieurs couches et se rétrécissant ; le destar est noué en épaisseur moindre ; le tanjak est fait d'un tissu simple et mince.

## Historique

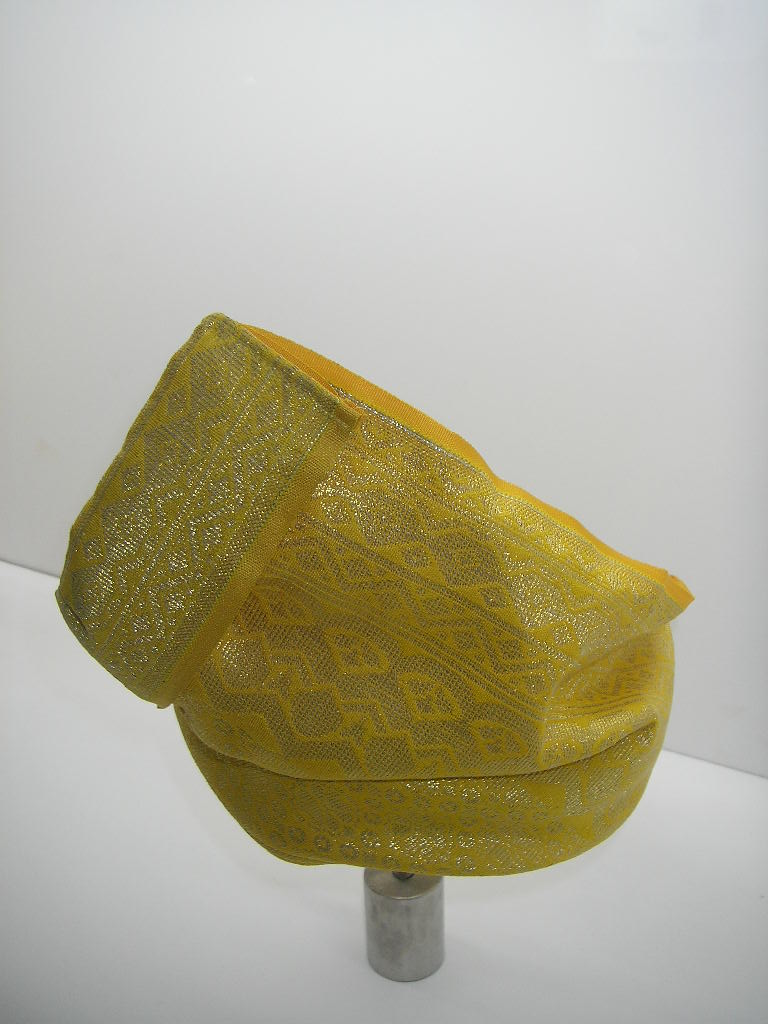
Solek Balung Raja, un destar porté par le sultan de Selangor lors de cérémonies de couronnement ou d'anniversaire.

Il est admis que le tengkolok existe à l'époque du sultanat de Malacca. Auparavant, les roturiers doivent se couvrir la tête ou de se lier les cheveux longs lors des audiences avec le sultan. Les Malais s'habituent à nouer un long tissu rectangulaire, sous forme de couvre-chef soigné destiné aux circonstances formelles. L'art du nouage se perfectionne au fil du temps, et s'adapte au  statut de son porteur.
Le terme générique pour nommer les styles de tengkolok est solek : le tengkolok porté par le roi de Malaisie lors de la cérémonie de couronnement depuis l'époque de l'indépendance est connu sous le nom de Solek Dendam Tak Sudah (« style de la vengeance persistante »). Chaque roi malais a son style personnel : ainsi, le sultan de Selangor porte un somptueux Solek Balung Raja (« style jaune royal ») jaune doré doré lorsqu'il assiste à une cérémonie de couronnement ou à sa cérémonie d'anniversaire.